# 澤水困 (電影)
《澤水困》（英語：Aground），2014年完成拍攝，原名「黯淡的月」，是一部於2017年上映的易經卦象電影。由大久保麻梨子、鍾瑶、班鐵翔、岱毅領銜主演，台灣於2017年8月25日上映。

## 演員
| 演員姓名     | 角色名稱 | 介紹 |
| 大久保麻梨子 | 日本女子 |      |
| 鍾瑶         | 琴       |      |
| 班鐵翔       | 老紀     |      |
| 岱毅         | 小紀     |      |
| 許凱信       | 騰       |      |
| 吳林山       |          |      |
| 蔡凱諼       |          |      |

## 工作人員
- 導演：辛建宗
- 編劇：辛建宗
- 製作人：
- 製作公司：辛建宗電影製作有限公司
- 發行公司：鏡象電影

## 外部連結
官方
- 澤水困的Facebook專頁

影劇資料庫
- 開眼電影網上《澤水困》的資料（繁體中文）
- 互联网电影数据库（IMDb）上《澤水困》的资料（英文）